# Campionato mondiale giovanile di scherma 1961
Il Campionato mondiale juniores di scherma del 1961 ("1961 World Juniors Fencing Championships") è stato organizzato dalla Federazione internazionale della scherma e si è svolto a Duisburg in Germania dal 1 al 3 aprile.
Nel fioretto, si sono aggiudicati i titoli del campionato mondiale il francese Jean-Claude Magnan, che ha battuto in finale il francese Jacques Courtillat, e la francese Catherine Rousselet-Ceretti che ha avuto la meglio sull'olandese Ingrid Heidenrijk.
Nella spada lo svedese Hans Lagerwall ha battuto in finale lo svedese Axel Wahlberg, ottenendo il titolo mondiale juniores maschile..
Nella sciabola l'italiano Cesare Salvadori prevale sul francese Serge Panizza.

## Podi

### Uomini
| Specialità  | Oro                | Argento            | Bronzo           |
| Individuali |                    |                    |                  |
| Fioretto    | Jean-Claude Magnan | Jacques Courtillat | Friedrich Wessel |
| Spada       | Hans Lagerwall     | Axel Wahlberg      | Orvar Lindwall   |
| Sciabola    | Cesare Salvadori   | Serge Panizza      | Werner Ragossnig |

### Donne
| Specialità  | Oro                         | Argento           | Bronzo                   |
| Individuali |                             |                   |                          |
| Fioretto    | Catherine Rousselet-Ceretti | Ingrid Heidenrijk | Giovanna Masciotta-Sella |

## Medagliere
| Pos.   | Nazione     | Oro | Argento | Bronzo | Totale |
| ------ | ----------- | --- | ------- | ------ | ------ |
| 1      | Francia     | 2   | 2       | 0      | 4      |
| 2      | Svezia      | 1   | 1       | 1      | 3      |
| 3      | Italia      | 1   | 0       | 1      | 2      |
| 4      | Paesi Bassi | 0   | 1       | 0      | 1      |
| 5      | Austria     | 0   | 0       | 1      | 1      |
| 5      | Germania    | 0   | 0       | 1      | 1      |
| Totale | Totale      | 4   | 4       | 4      | 12     |